# François de Péricard (évêque d'Angoulême)
Pour les articles homonymes, voir Péricard.
François de Péricard (né vers 1619 et mort à Angoulême 29 septembre 1689) est un ecclésiastique, qui fut évêque d'Angoulême de 1647 à 1689.

## Biographie
François de Péricard est le fils de Charles de Péricard, baron des Bottereaux, avocat du roi au bailliage de Rouen, et d'Esther de Costentin de Tourville, il est le neveu et homonyme de François de Péricard, évêque d'Évreux. Sa famille originaire de Normandie compte d'autres évêques dont ses trois grands oncles : Georges de Péricard et François de Péricard qui se succèdent comme évêque d'Avranches de 1583 à 1639 et Guillaume de Péricard également évêque d'Évreux de 1608 à 1613
Il commence ses études avec son oncle l'évêque d'Évreux et les poursuit à Paris pour la théologie pendant cinq ans où il obtient sa licence de droit canon. Il est ordonné prêtre en 1643 et, devenu prieur commendataire de Saint-Philbert-sur-Risle, il aide son oncle et homonyme dans l'administration de son diocèse d'Évreux au cours des dernières années de son épiscopat. 
Jacques Le Noël du Perron résignant le siège d'Angoulême en sa faveur le 18 décembre 1646,  François de Péricard est désigné comme évêque d'Angoulême, confirmé le 18 février 1647 et consacré en août par Jean-François Paul de Gondi, coadjuteur de l'archevêque de Paris, dans le couvent des Carmélites de Paris. Il prend possession de son diocèse le 29 novembre 1649. Il participe à l'Assemblée du clergé de 1665 et se montre favorable jusqu'en 1668 aux thèses du jansénisme. Dans son diocèse, il fait établir un hôpital général et acquiert le terrain destiné à édifier un séminaire auquel, dans son testament, il lègue la moitié de ses biens dont sa bibliothèque. Il lègue de plus sa vaisselle d'argent et ses ornements à sa cathédrale avant de mourir en septembre 1689.